# The Violation of…
Pour les articles homonymes, voir Hollander.
Pour plus de détails, voir Fiche technique et Distribution.
The Violation of… est une série pornographique lesbienne américaine produite par JM Productions.
Le premier chapitre a été publié en 1995 et la série a été complétée de plusieurs volets chaque année jusqu'en 2010. 
Elle a reçu plusieurs AVN Awards et XRCO Awards. La caractéristique principale de ces films est que ce sont les orgies lesbiennes.

## Vidéographie
1. The Violation of Alexandria Dane (1995) : Alex Dane avec Autumn Daye, Barbara Doll, Brittany O'Connell, Debi Diamond, Fallon et Golden Jade
2. The Violation of Kia (1995) : Kia, Ashley Morrison, Baily, Christina Angel, Debi Diamond, Fallon et Sabrina Stone
3. The Violation of Rachel Love (1995) : Rachel Love, Debi Diamond, P.J. Sparxx, Sydney St. James, Tammi Ann, Tia et Valeria
4. The Violation of Felecia (1995) : Felecia, Blaze, Caressa Savage, Jordan Lee, Rebecca Wild, Sindee Coxx et Tammi Ann
5. The Violation of Paisley Hunter (1996) : Paisley Hunter avec Marki, Sandra Summers, Lacy Love, Caressa Savage, Breanna Bliss, Abbey Layne et Racquel Lace
6. The Violation of Missy (1996) : Missy avec Felecia, P.J. Sparxx, Fallon, Caressa Savage et Racquel Lace
7. The Violation of Brooke Ashley (1997) : Brooke Ashley avec Deva Station, Jacklyn Lick, Jamie Lee, Candy Apples, Heather Lynn et Kiss
8. The Violation of Shay Sweet (1997) : Shay Sweet avec Teri Starr, Katie Gold, Candy Apples, Alyssa Allure et Caressa Savage
9. The Violation of Briana Lee (1997) : Brianna Lee, Caressa Savage, Gina Rome, Julie Rage, Kiss, Randi Rage et Sally Layd
10. The Violation of Juliette (1997) : Juliette, Randi Rage, Racquel Lace, Paisley Hunter, Randi Storm, Kiss et Gina Share
11. The Violation of Jill Kelly (1998) : Jill Kelly avec Chandler, Sally Layd, Candy Apples, Missy, Brooke Ashely et Kiss
12. The Violation of Terri Starr (1998) : Teri Starr avec Alyssa Allure, Candy Vegas, Gina Ryder, Gwen Summers et Heaven Leigh
13. The Violation of Marylin Star (1998) : Marilyn Star, Candy Apples, Candy Hill, Christgen Wolf, Gwen Summers, Heaven Leigh et Torri
14. The Violation of Chandler (1998) : Chandler, Candy Apples, Lennox, Mila, Nancy Vee, Porsha, Sharon Kane, Sharon Mitchell et Sweety Pie
15. The Violation of Gina Ryder (1999) : Gina Ryder avec Randi Storm, Candy Apples, Cumisha et Regan Starr
16. The Violation of Katie Gold (1999) : Katie Gold avec Blair Segal, Candy Apples, Caroline Pierce, Daisy Chain, Kristen et Shelbee Myne
17. The Violation of Jewel Valmont (1999) : Ava Vincent (Jewel Valmont), Cherry Mirage, Gwen Summers, Jezaree, Layla Jade, Lee Ann, Maren, Mazzy Page et Vivi Anne
18. The Violation of Cinnabunz (1999) : Cinnabunz, Kira, Champagne, Pebbles, Chastity, Sinnamon et Caramel
19. The Violation of Bridgette Kerkove (2000) : Bridgette Kerkove, Candy Apples, Coral Sands, Daisy Chain, Gwen Summers, Layla Jade et Vivi Anne
20. The Violation of Jade Marcela (2000) : Jade Marcela avec C.J. Bennett, Mia Domore, Michele Raven, Candy Apples, Gwen Summers, Ryan et Heaven Leigh
21. The Violation of Jewel De'Nyle (2000) : Jewel De'Nyle avec Brandi Lyons, Charmane Star, Gwen Summers, Heather Lyn, Paige Sinclair et Sabrina Jade
22. The Violation of Amber Lynn (2000) : Amber Lynn avec Briana Banks, Candy Apples, Caroline Pierce, Daisy Chain, Gwen Summers et Tina Cheri
23. The Violation of Mirage (2000) : Briana Banks (Mirage), Candy Apples, Courtney Taylor, Daisy Chain, Dru Berrymore, Dyn-a-mite, Jamie Lynn Hart et Kat Langer
24. The Violation of Kiki Daire (2001) : Kiki Daire avec Dru Berrymore, Kaylynn, Alana Evans, Justine Romee, Emerald et Flick Shagwell
25. The Violation of Kate Frost (2001) : Kate Frost avec Angela D'Angelo, Dru Berrymore, Kaylynn, Kristina Black, Alana Evans, Shelbee Myne et Kristy Love
26. The Violation of Ashley Blue (2002) : Ashley Blue avec Angel Long, Brittney Skye, Chloe Dior, Jasmine Lynn, Julie Night, Mary Carey, Melanie Jagger, Misty Mendez et Olivia Saint
27. The Violation of Aurora Snow (2002) : Aurora Snow avec Kristina Black, Daisy Chain, Shelbee Myne, Gwen Summers, Lola et Misty
28. The Violation of Nikita Denise (2002) : Nikita Denise avec Shelbee Myne, Keegan Sky, Angel Long, Lola, Sierra et Misty
29. The Violation of Keegan Skky (2002) : Keegan Skky, Layne Young, Serena Marcus, Autumn Haze, Brittney Skye, Daisy Chain, Michele Raven et Velvet Rose
30. The Violation of Violet Blue (2002) : Violet Blue, Keegan Skky, Flick Shagwell, Shelbee Myne, Lola, Kiki Daire et Kaylynn
31. The Violation of Jasmine Lynn (2003) : Jasmine Lynn avec Misty Mendez, Taylor St. Clair, Brooke Hunter, Melanie Jagger, Daisy Chain, Brooke Adams, Ashley Moore et Chloe Dior
32. The Violation of Jessica Darlin (2003) : Jessica Darlin avec Ashley Blue, Brandi Lyons, Crystal Ray, Flick Shagwell, Hollie Stevens, Lana Moore, Rebecca Bardoux et Reese
33. The Violation of Briana Banks (2003) : Briana Banks avec Candy Apples, Courtney Taylor, Daisy Chain, Dru Berrymore, Dyn-a-mite, Jamie Lynn Hart et Kat Langer
34. The Violation of Gia Paloma (2004) : Gia Paloma avec Angelica Stone, Alicia Rhodes, Ariana Jollee, Audrey Hollander, Crystal Ray, Elizabeth Lawrence et Lola
35. The Violation of Crystal Ray (2004) : Crystal Ray avec Alexis Malone, Lily Lixxx, Ashley Blue, Lucy Lee, Flick Shagwell et Katrina Kraven
36. The Violation of Audrey Hollander (2004) : Audrey Hollander avec Ashley Blue, Brodi, Gia Paloma, Kelly Kline, Tyla Wynn et Lili Thai
37. The Violation of Missy Monroe (2005) : Missy Monroe avec Ashley Blue, Julie Night, Kelly Kline, Gia Paloma, Christie Lee, Trinity Post et Veronica Fox
38. The Violation of Melissa Lauren (2005) : Melissa Lauren, Ashley Blue, Chelsea Zinn, Christie Lee, Gen Padova, Kara Nox et Kelly Kline
39. The Violation of Cindy Crawford (2006) : Cindy Crawford, Annette Schwarz, Ashley Blue, Cassandra Cruz, Kat, Kimberly Kane et Nikki Nievez
40. The Violation of Hillary Scott (2006) : Hillary Scott avec Annie Cruz, Brandy Talore, Cindy Crawford, Kami Andrews, Sammie Rhodes, Veronica Lynn, Carmen Sanchez, Gen Padova et Tiffany Holiday
41. The Violation of Sierra Sinn (2006) : Sierra Sinn avec Leah Luv, Ashley Blue, Sammie Rhodes, Sasha Knox, Kelly Kline et Gia Jordan
42. The Violation of Tory Lane (2006) : Tory Lane, Annette Schwarz, Ashley Blue, Gia Jordan, Hailey Young, Kat, Kimberly Kane, Missy Monroe et Sammie Rhodes
43. The Violation of Chelsea Rae (2007) : Leah Luv, Annette Schwarz, Cindy Crawford, Aaralynn Barra, Kimberly Kane, Ashley Blue, Jade Jolie et Chelsie Rae
44. The Violation of Trina Michaels (2007) : Trina Michaels avec Angelina Valentine, Cara Dee, Gwen Summers, Jennifer Dark, Keeani Lei, Kimberly Kane et Naomi Cruise
45. The Violation of Heather Gables (2007) : Heather Gables, Audrey Hollander, Dana DeArmond, Desire Moore, Keeani Lei, Misty Stone, Naudia Nyce
46. The Violation of Alicia Angel (2007) : Alicia Angel, Alexa Von Tess, Ashley Blue, Gia Paloma, Kimberly Kane, Richelle Ryan, Sierra Sinn
47. The Violation of Flower Tucci (2008) : Flower Tucci avec Audrey Hollander, Brooke Scott, Desire Moore, Holly Wellin, Mickey Graham, Misty Stone et Stephanie Cane
48. The Violation of Harmony (2008) : Harmony Rose avec Audrey Hollander, Cameron Love, Gwen Summers, Holly Wellin, Jennifer Dark, Monica Mayhem, Summer Bailey et Danika Sandberg
49. The Violation of Kylie Ireland (2009) : Kylie Ireland avec Amber Rayne, Ami Emerson, Bobbi Starr, Heather Starlet, Keeani Lei, Marie McCray, Nicole Ray et Sammie Rhodes
50. The Violation of Amy Swarz (2009) : Amy Starz avec Brianna St. James, Desire Moore, Jennifer Dark, Lyla Storm, Marlena et Natasha Nice
51. The Violation of Sindee Jennings (2009) : Sindee Jennings avec Heidi Mayne, Kirra Lynne, Ami Emerson, Ally Ann, Tara Lynn Foxx, Missy Woods et Kaitlin Rush
52. The Violation of Amy Brooke (2010) : Amy Brooke avec Angelina Valentine, Chastity Lynn, Felony, Heidi Mayne, Kita Zen et Missy Woods

## Récompenses
- 1997: AVN Award  Best All-Girl Feature - The Violation of Missy
- 2000: AVN Award  Best All-Girl Series - The Violation of...
- 2001: AVN Award  Best All-Girl Series - The Violation of...
- 2002: AVN Award  Best All-Girl Series - The Violation of...
- 2002: AVN Award  Best All-Girl Feature  The Violation of Kate Frost
- 2003: AVN Award  Best All-Girl Series - The Violation of...
- 2003: AVN Award  Best All-Girl Feature - The Violation of Aurora Snow
- 2004: AVN Award  Best All-Girl Sex Scene  Video - The Violation of Jessica Darlin[1]
- 2004: XRCO Award - Girl-Girl-Scene - The Violation of Audrey Hollander
- 2005: AVN Award  Best All-Girl Sex Scene  Video - The Violation of Audrey Hollander[2]
- 2005: AVN Award  Best All-Girl Series - The Violation of[2]...